# Mirabel (Tarn-et-Garonne)
Mirabel is een gemeente in het Franse departement Tarn-et-Garonne (regio Occitanie) en telt 839 inwoners (1999). De plaats maakt deel uit van het arrondissement Montauban.

## Geografie
De oppervlakte van Mirabel bedraagt 32,6 km², de bevolkingsdichtheid is 25,7 inwoners per km².
De onderstaande kaart toont de ligging van Mirabel (Tarn-et-Garonne) met de belangrijkste infrastructuur en aangrenzende gemeenten.

## Demografie
Onderstaande figuur toont het verloop van het inwonertal (bron: INSEE-tellingen).